# Беккер, Лидия
Лидия Эрнестина Беккер (англ. Lydia Ernestine Becker, 24 февраля 1827 г., Чаддертон, Англия — 18 июля 1890 г., Экс-ле-Бен, Франция) — лидер раннего движения за избирательные права женщин в Великобритании, учёная-любительница в области ботаники и астрономии, основательница и редактор журнала Избирательное право для женщин в 1870—1890 годах.

## Биография
Родилась 24 февраля 1827 года в Чаддертоне, Англия. Старшая дочь из 15 детей Марии Данкафт (англ. Mary Duncuft) и Ганнибала Беккера (англ. Hannibal Becker), чей отец, Эрнст Беккер эмигрировал из Ордруфа в Тюрингию. Обучалась дома вместе с её братьями и сёстрами, после смерти матери в 1855 году на Лидию легла обязанность по присмотру за ними.
Проявляла интерес к ботанике, в 1862 году получила золотую медаль за научную статью по садоводству, в 1864 — премию за ее коллекции засушенных растений, а в 1866 году опубликована её книга «Ботаника для новичков» (англ. Botany for Novices). В 1867 году она основала Женское литературное общество в Манчестере, которое, несмотря на название, создавалось для изучения научных вопросов.
Она начала переписку с Чарльзом Дарвином, в ходе которой отправила ему несколько образцов растений с окружающих Манчестер полей, а также копию своей книги «Ботаника для новичков», и вскоре убедила его прислать одну из своих статей для представления Сообществу. Беккер одна из немногих женщин XIX века, которая внесла вклад, пусть обиходно, в научную работу Дарвина. Её переписка и работы говорят о том, что Беккер имела особый интерес к бисексуальным и гермафродитным растениям которые, пожалуй, представили ей веское «естественное» доказательство альтернативного полового и социального порядка.
Осенью 1866 года Лидия Беккер приняла участие в ежегодной встрече Национальной ассоциации по улучшению социальных наук (англ. National Association for the Advancement of Social Science), где её взволновала статья Барбары Бодишон «Аргументы о предоставлении избирательных прав женщинам» (англ. Reasons for the Enfranchisement of Women). Беккер посвятила себя этому вопросу и в январе 1867 года созвала первое заседание Манчестерского комитета избирательных прав женщин (англ. Manchester Women's Suffrage Committee), первой организации такого рода в Англии. Несколько месяцев спустя овдовевшая владелица магазина Лили Максвелл ошибочно появилась в реестре избирателей в Манчестере. Это было не впервой, но это была хорошая возможность для огласки. Беккер посетила Максвелл и проводила ее на избирательный участок. Уполномоченный избирательного участка нашёл имя Максвелл в списке и позволил ей проголосовать. Беккер незамедлительно начала подстрекать других женщин глав домов региона ходатайствовать о включении их имён в списки избирателей. Данные требования в суде отстаивали сэр Джон Колридж и Ричард Панкхёрст в деле Chorlton v. Lings, но иск отклонили.
В 1867 году с участием Лидии Беккер и Ричарда Панкхёрста в Манчестере создано «Общество женского избирательного права». 14 апреля 1868 года на первом открытом заседании «Общества женского избирательного права» (англ. National Society for Women's Suffrage) в Зале свободной торговли Беккер выдвинула предложение, что женщинам должно быть предоставлено право голоса на тех же условиях, что и мужчинам. Беккер впоследствии начала лекционный тур по северным городам от имени общества. В июне 1869 года Беккер с участниками кампании достигли успеха в обеспечении права голосования для женщин на местных выборах.
После проведения кампании за включение женщин в школьные советы, в 1870 году она стала одной из четырех женщин, избранных в состав Совета манчестерской школы, где работала до самой смерти. В том же году Беккер и её подруга Джесси Бушеретт основали журнал «Избирательное право для женщин» и вскоре начали организовывать агитационные туры (что редкость для Великобритании того времени). На мероприятии в Манчестере, организованном Беккер, в 1874 году присутствовала 15-летняя Эммелин Панкхёрст, получившая опыт первого публичного собрания во имя избирательных прав для женщин.
Women’s Suffrage Journal был самым популярным из публикаций, касающихся женского избирательного права, в XIX веке в Великобритании. Роджер Фулфорд в своем исследовании Votes for Women: The Story of a Struggle писал:

История десятилетий с 1860 по 1890 — поскольку связано с избирательными правами женщин — это история мисс Беккер.
Оригинальный текст (англ.)The history of the decades from 1860 to 1890 – so far as women's suffrage is concerned – is the history of Miss Becker.
— 
Журнал публиковал речи по всей страны, произносимые как внутри, так и за пределами парламента. Беккер публиковала переписку со своими сторонниками и оппонентами, особенно в 1870 году, когда она побила члена парламента в Карнарвоншире после того, как он проголосовал против предложения предоставить женщинам право голоса.
В 1880 году Беккер и её коллеги проводили кампанию на Острове Мэн за избирательные права женщин на выборах в Палату ключей (нижняя палата парламента острова Мэн). Неожиданно кампания прошла успешно и право голоса для женщин закреплено на Острове Мэн впервые на выборах в марте 1881 года.

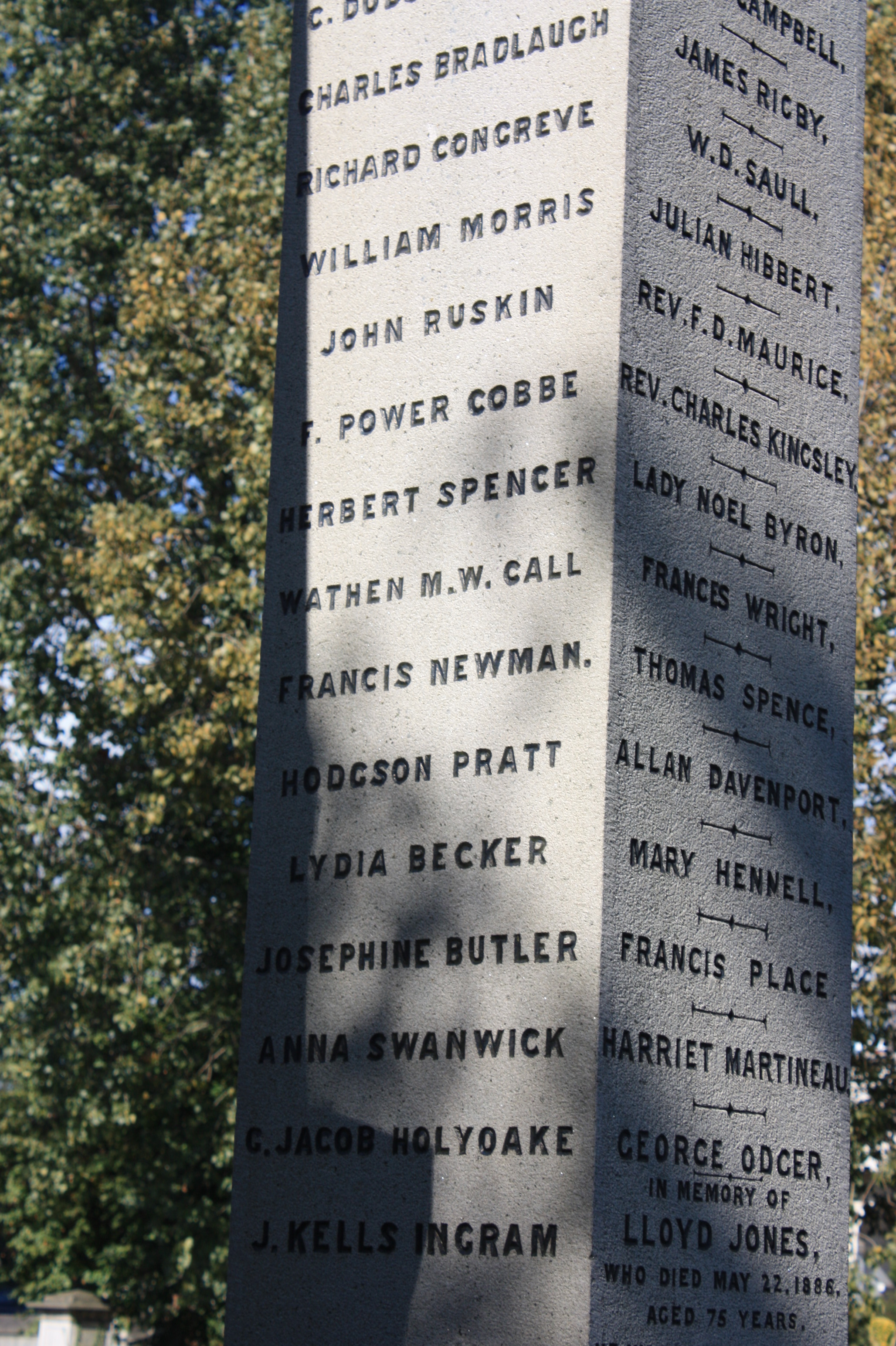
Имя Лидии Беккер на стороне мемориала Реформаторов на Кладбище Кенсал-Грин

Беккер отличалась от многих предшествующих феминисток её дебатами об эссенциализме женского пола, аргументируя тем, что не существует природной разницы между интеллектом мужчин и женщин; Беккер была активным сторонником системы не гендерной системы образования в Великобритании. Она также отличалась от многих суфражистских активистов в усиленном доказывании о праве голоса на выборах для незамужних женщин. Беккер считала, что женщины, имеющие мужчин и, соответственно, стабильный источников дохода, менее отчаянно нуждаются в избирательных правах, чем вдовы и одинокие женщины. Такое отношение сделало её объектом насмешек в комментариях газет и карикатур.
В 1890 Лидия Беккер посетила курортный город Экс-ле-Бен, где заболела дифтерией и умерла в возрасте 63 лет. Вместо того, чтобы продолжить публикации в её отсутствие, сотрудники журнала «Избирательное право для женщин» решили прекратить производство.
Имя Лидии находится на южной стороне Мемориала Реформаторов в Кенсал-Грин в Лондоне. Архивы Лидии Беккер содержатся в Женской библиотеке Лондонской школы экономики.